# Нукаи Пеньямина
Нукаи Пеньямина (ниуэ. Nukai Peniamina) — ниуэанец, принесший христианство на остров Ниуэ в 1846 году.

## Обращение в христианство
В 1830 году Лондонское миссионерское общество забрало с острова Ниуэ двух мальчиков по имени Юэй (Uea) и Ньюмага (Niumaga) с целью обратить их в христианство. По возвращении на остров, местные жители не приняли их обратно и Юэй был убит. Ньюмага вскоре решил покинуть остров вместе со своим другом Нукаи и отправиться на Самоа. На Самоа Нукаи стал работать помощником уэльского миссионера д-ра Джорджа Тёрнера. Обучившись чтению и письму, Пеньямина обратился в христианство. Он прошёл обучение на пастора в теологическом колледже в деревне Малуа.

## Возвращение на Ниуэ
В 1846 году Нукаи вернулся на остров на борту John Williams, судна Лондонского миссионерского общества в сопровождении Fakafitifonua (ниуэанца, обладавшего влиянием на острове). С пятой попытки ступить на остров они были приняты вождями деревни Муталау. Первыми в христианство были обращены жители Муталау, после чего оно было распространено на все деревни острова, последним из которых было Ваиеа.

## Последующая жизнь
Пеньямина продолжил свою работу в Муталау до октября 1849 года, когда он был заменён выходцем с Самоа. В 1850 году было выявлено, что Пеньямина имел внебрачную связь с некой женщиной, из-за чего он был выслан с острова на каноэ. Он достиг Самоа и умер там 6 марта 1874 года. Он был похоронен в деревне Макефу на Ниуэ.